# Тридесеторица тирана
Тридесеторица тирана је назив за проспартанску олигархију, која је успостављена 404. п. н. е. у Атини након њеног пораза у Пелопонеском рату.Два водећа члана олигархије били су Критија и Терамен, од којих је први представљао радикалну олигархију, а други умерену. Критија се касније обрачунао са Тераменом и дао да се погуби. За осам месеци владавине погубили су 1.500 људи. Трасибул је поново успоставио демократију у Атини.

## Пад Атине
Атина се након дуге опсаде и глади предала 404. п. н. е. спартанском војсковођи Лисандру. Том предајом окончан је Пелопонески рат. Атини су наметнути мировни услови по којима је требало да
- сруши дуге зидове до Пиреја и пирејска утврђења
- преда сву морнарицу сем 12 бродова
- распушта Делски савез и напусти све градове ван Атике
- дозволи повратак прогнаних
- постане савезник Спарте
- врати се на устав својих предака

Атина је испунила готово све постављене услове. Срушени су дуги зидови. Након што су срушени дуги зидови Лисандар је отишао у поход на Самос.

## Питање устава
Што се тиче враћања на устав предака није било јасно шта то значи. Једни су тумачили да то значи успостављање олигархије, а демократе су тврдиле да то значи демократију. У Атину су се вратили протерани, међу којима је било много олигархијских агитатора. Међу онима, који су се вратили био је и Критија, који је припадао екстремним олигарсима. У самој Атини било је много оних, који су се залагали за олигархију и рушење демократије. Они су се политички удружили са прогнаним олигарсима. Умерене олигархе предводио је Терамен, који се залагао за широку олигархију. Пошто нису могли да реше питање устава заступници олигархије послали су изасланика Лисандру да он пресуди. Лисандар је био задужен да успоставља управе по покореним градовима и углавном је успостављао олигархије. Због тога су се атински олигарси оправдано надали да ће стати на њихову страну.

## Успостављање олигархије
Када се Лисандар вратио са похода тада је одржана народна скупштина. Лисандар је на заседању народне скупштине позвао да изаберу тридесеторицу људи, који ће управљати Атином. Претио је онима, који су се томе супротстављали. Драконтида је предложио успостављање олигархије. Тада су изабрали тридесеторицу. Десеторицу су изабрали прогнани, десеторицу је изабрао Терамен, а десеторицу је изабрао Лисандар. Требало је да Тридесеторица управљају Атином и да доносе закон све док се не изради нови устав.

## Учвршћење власти погубљењем потказивача
Тридесеторица су изабрали ново Веће 500, у које су ушле углавном њихове присталице. Веће 500 добило је судску власт, која је раније припадала народу. Изабрали су Једанаесторицу као начелнике полиције и надзорнике затвора и њима су као помоћнике доделили 300 батинаша. Требало је да они држе град под својом контролом. Први корак који су учинили било је да похапсе и погубе оне, који су за време демократије били познати потказивачи. Погубили су у том првом валу људе потказиваче, људе ниског морала и разне злочинце, тако да је народ био задовољан.

## Владавина терора
Међутим када су учврстили власт тада су екстремни олигарси на челу са Критијом почели обрачун са свима осталима. Погубили су многе богате и истакнуте људе. Убијали су све којих су се бојали на било који начин, све који би им могли бити опасни. Погубљенима би отимали имовину, тако да је постојао и други мотив убистава. У кратко време погубили су 1.500 људи. Један од честих начина погубљења било је испијање пехара кукурека. Многи су у страху побегли из Атине. Један од оних, који је побегао био је Лисија. Да би осигурао своју власт и безбедност Критија је позвао спартански гарнизон. Спартански гарнизон био је гарант безбедности Тридесеторице тирана.

## Терамен се супроставља терору
Терамен је говорио да није потребно да се убијају људи, који су само популарни и не показују знаке да ће олигархији нанети штету. Иако је Терамен протестовао наставили су са погубљењима. Након тога Терамен је говорио да ако намеравају да владају силом да онда треба да имати ширу базу. Критија и остали су се бојали да Терамен не поведе покрет против њих, па су због тога одлучили да 3.000 људи буду помоћници нове власти. Тих 3.000 грађана имало је право на нормалан судски поступак и имали су право да носе оружје. Осталима се могло судити без судског поступка. Међутим дуго времена одлагали су објављивање списка 3.000 пуноправних грађана.

## Тразибулов поход против олигархије
Након Пелопонеског рата многи су били незадовољни спартанском хегемонијом, а поготово арогантим понашањем Лисандра и успостављањем олигархија широм Грчке. Због тога су многи почели да помажу прогнане демократе из Атине. Уз прикривену подршку Тебе и Исменије група од 70 прогнаника на челу са Трасибулом кренула је из Тебе и децембра 404. п. н. е. заузела напуштену тврђаву Филу на граници Беотије и Атике. Велико невреме спречило је Тридесеторицу да одмах преотму Филу, па се Трасибулу прикључио велики број атинских прогнаника.

## Обрачун са Тераменом
Пошто је претила спољна опасност, олигарси су сматрали да Терамен представља за њих велику опасност. Критија је започео са још већим терором. Да би исплатио спартански гарнизон одлучио је да опљачка метеке (странце са правом боравка у Атини). Похапсио је све метеке и одузео им је имовину. Терамен је протестовао против тога поступка. Одлучили су и да разоружају већину грађана, да би уклонили опасност. Терамена су сматрали великом опасношћу, па је Критија на скупштини 3.000 оптужио Терамена да је издајник. Тераменово име је избрисао са листе 3.000 оних који имају право на суђење и погубио га.

## Пад Тридесеторице и избор Десеторице
Спартански гарнизон уз помоћ атинске коњице покушао је да заузме Филу, али Трасибул их је победио и натерао да се врате у Атину. Пет дана након тога Трасибул је са 1.000 војника кренуо на атинску луку Пиреј Заузео је тврђаву Мунихију, која је доминирала Пирејем. Трасибул је имао много мање војске од непријатеља, спартанског гарнизона и олигархијске војске. У Мунихијској бици победио је Трасибул. Критија је погинуо, тако да су Тридесеторица била обезглављена. После тога пораза заседало је Веће 3.000 и они су одлучили да свргну Тридесеторицу тирана и уместо њих изабрали су Десеторицу, по једнога из сваке филе. Након пораза Тридесеторица су побегли у Елеузину. Десеторица и Тридесеторица су затражила помоћ од Спарте.

## Успостављање демократије
У Спарти су подржали десеторицу, па се Лисандар упутио са војском у Елеусину. Трасибул и демократе држале су Пиреј. Нашли су се у опасности да их Лисандар потпуно блокира. Међутим неслога унутар Спарте спасила је Трасибула. Унутар Спарте ефори и Паусанија II били су против Лисандра и његовог стила у спољној политици и начину на који је поступао отуђујући грчке градове од Спарте. Да би се решио проблем у Атини ефори су послали краља Паусанија II. Паусанија II је преузео Лисандрову војску и након што је у једној бици победио Трасибула привео га је на преговарачки стол. Пошто атински олигарси нису били довољно попустљиви током преговора Паусанија их је сменио и поставио нову Десеторицу. Након тога Паусанија је утаначио договор између атинских демократа и олигарха. Грађански рат се окончао уз Паусанијево посредовање. Требало је да сви добију своју имовину. Олигарси су имали право да владају у Елеусини. У Атини је поново успостављена демократија. Тразибул је предложио закон по коме се даје амнестија већини олигарха. На тај начин спречио је бруталне одмазде, па су га због тога његови суграђани крунисали круном од маслинових гранчица.